# Серафимович, Александр Серафимович
Алекса́ндр Серафи́мович Серафимо́вич (настоящая фамилия — Попо́в; 7 [19] января 1863, станица Нижне-Курмоярская, Область войска Донского — 19 января 1949, Москва) — советский писатель, журналист, военный корреспондент. Лауреат Сталинской премии первой степени (1943). Член РКП(б) с 1918 года.

## Биография
Родился 7 (19) января 1863 в станице Нижнекурмоярской (ныне Цимлянского района Ростовской области). Отец — донской казак, был полковым казначеем, есаулом Войска Донского. Детские годы провёл в Польше, где служил его отец. В 1873 году вернулся с семьёй на Дон в станицу Усть-Медведицкую.
Окончил Усть-Медведицкую гимназию (1883). Поступив в 1883 в Петербургский университет, на физико-математический факультет, Александр Попов попал в среду революционного студенчества, в кружке познакомился с марксизмом. За участие в революционном движении (вместе с А. И. Ульяновым) и в связи с покушением на Александра III А. Попов был арестован и выслан в Архангельскую губернию. Во время ссылки написал в Пинеге свой первый рассказ «На льдине», который был под псевдонимом Серафимович опубликован в газете «Русские ведомости» в 1889 году. По окончании ссылки А. Серафимович жил на Дону под надзором полиции, продолжая свою литературную деятельность.
Серафимович даёт анализ общественных противоречий России конца XIX века, основываясь на богатом запасе наблюдений из жизни крестьянства, казачества и других слоёв народа.
В 1902 году переселился в Москву, стал участником литературной группы «Среда».

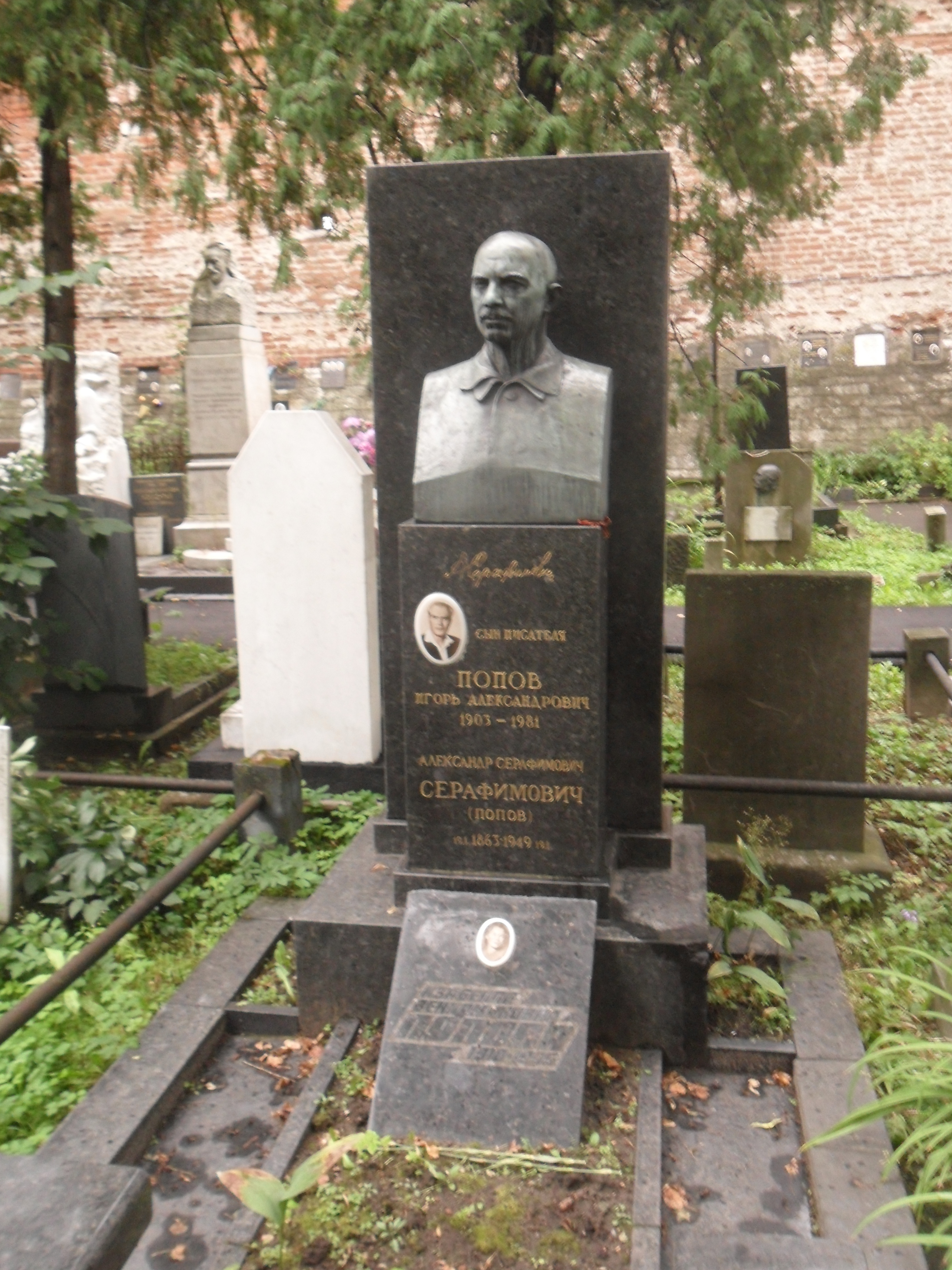
Могила Серафимовича на Новодевичьем кладбище

С 24 июля по 18 августа 1913 года совершил мотопутешествие г. Новороссийск — Абхазия — г. Новороссийск.
Во время Первой мировой войны Серафимович был военным корреспондентом «Русских ведомостей».
Безоговорочно принял Октябрьскую революцию. В 1918 году возглавлял литературный отдел газеты «Известия».
Главное произведение Серафимовича, ставшее одним из самых значительных явлений послеоктябрьской литературы — роман «Железный поток» (1924). В нём изображены реальные события Гражданской войны — поход Таманской армии под командованием Е. И. Ковтюха (в романе Кожуха) летом 1918.
С ноября 1926 по август 1929 года был главным редактором журнала «Октябрь», в 1927 году первым прочитал рукопись романа М. А. Шолохова «Тихий Дон» и опубликовал его 1—2 книги в «Октябре» в 1928 году.
Делегат XVI съезда ВКП (б). В 1934 году выбран в состав Президиума правления СП СССР.
В конце августа 1942 года писатель с семьёй был эвакуирован в Ульяновск, где поселился на ул. Советской, д. № 10/2 (ныне ул. Спасская). В ноябре 1942 года Серафимович выехал из Ульяновска в Москву.
Умер 19 января 1949 года. Похоронен в Москве на Новодевичьем кладбище (участок № 1).
Сын А. С. Серафимовича — Анатолий — погиб на Гражданской войне. Остался второй сын — Игорь.

## Сочинения
- Собрание сочинений

т. I—III. Рассказы, изд. Кн-ва писателей в Москве, М., 1913
т. VI. Город в степи, изд. «Шиповник», СПб., 1913
т. VII. Затерянные огни. Рассказы, М., 1915
т. VIII. Сухое море. Рассказы, М., 1915
т. IX. Клубок. Рассказы, изд. 2, М., 1918
т. X. Галина. Рассказы, изд. Кн-ва писателей, М., 1918
- Полное собрание сочинений в 15 тт. Гиз, М., 1928—1930
- Полное собрание сочинений в 11 тт., ред., предисл. и комментарии Г. Нерадова. изд. «Федерация» — «Советская литература», М., 1931—1933 (изд. не закончено)
- Сочинения, ред., вступ. ст. и примеч. Г. Нерадова. ГИХЛ, М., 1934 (однотомник)
- Мышиное царство. Рассказы, ред. Г. Н. Нерадова, Гослитиздат, М., 1935.
- Собр. соч. В 4-х т. — М., 1980, 1987.

## Экранизации
В 1967 году режиссёр Ефим Дзиган снял цветной художественный широкоформатный фильм «Железный поток» по одноимённому роману Александра Серафимовича. В своё время ещё Эйзенштейн мечтал экранизировать эту повесть (помешали политические события, арест главного действующего лица и массовое изъятие романа в 1937 году).
Также в 1967 году режиссёр Николай Мащенко снял короткометражный фильм «Ребёнок» по мотивам одноимённого рассказа Александра Серафимовича.
В 1984 году режиссёр Николай Ильинский снял фильм «Затерянные в песках» по мотивам повести А. Серафимовича «Пески».

## Память

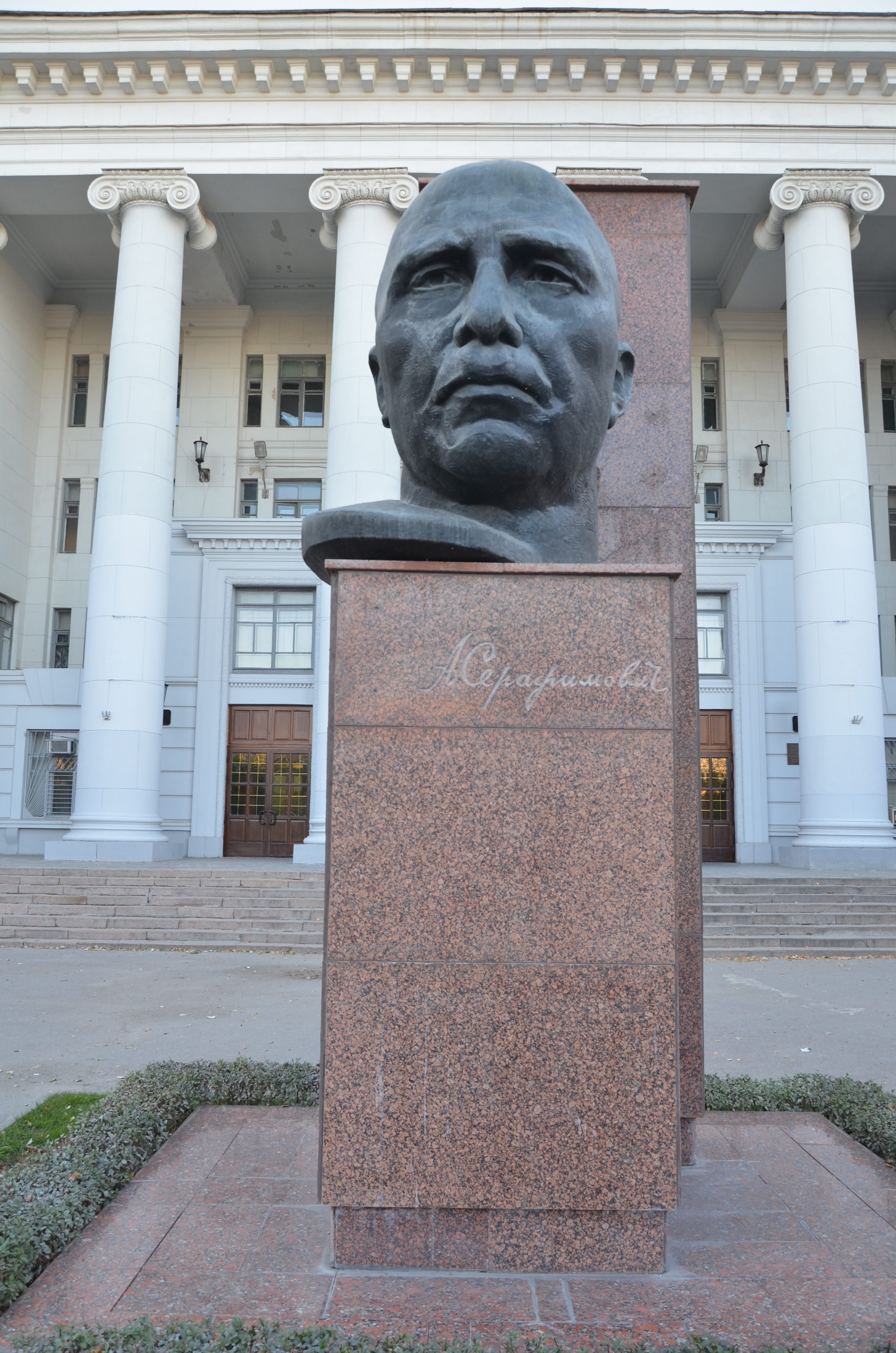
Памятник Серафимовичу в Волгограде

- В 1933 году станица Усть-Медведицкая переименована в Серафимович (ныне город в Волгоградской области).
- В городе Серафимовиче 17 мая 1949 года открыт литературно-памятный музей А. С. Серафимовича в доме, отданном писателю под дачу. В 1989 году к 400-летию станицы Усть-Медведицкой был открыт Государственный музей истории Усть-Медведицкого казачества, в состав которого вошёл дом-музей Серафимовича[7].
- в Димитровграде Ульяновской области установлен Бюст Серафимовичу
- В 1949 году имя писателя было присвоено Волгоградскому государственному педагогическому университету. Перед главным входом вуза в 1981 году установлен бюст А. С. Серафимовича. Университет носил имя писателя несколько десятилетий.
- Улица Серафимовича есть в Москве, Казани, Белгороде, Кирове, Иванове, Иркутске, Михайловке, Мичуринске, Энгельсе (Саратовская область), Архангельске, Петрозаводске, Ростове-на-Дону, Геленджике, Нижнем Новгороде, в посёлке Томилино Московской области, в Новосибирске, в Калининграде, улица и переулок в Воронеже, Камышине, в городе Макеевка Донецкой области Украины, в городе Брянка Луганской области Украины, улицы в городах Каменск-Шахтинский и Цимлянск Ростовской области, городе Мезень, посёлках Каменка, Пинега (Архангельская область), улица во Владикавказе, а также в Ульяновске[8][нет в источнике][неавторитетный источник], а также в Минске[9] и в Мариуполе[10].
- Памятная доска на доме № 37 по улице Георгиевской в Мариуполе, в котором писатель жил с 15 декабря 1896 года по 18 января 1898 года[11].

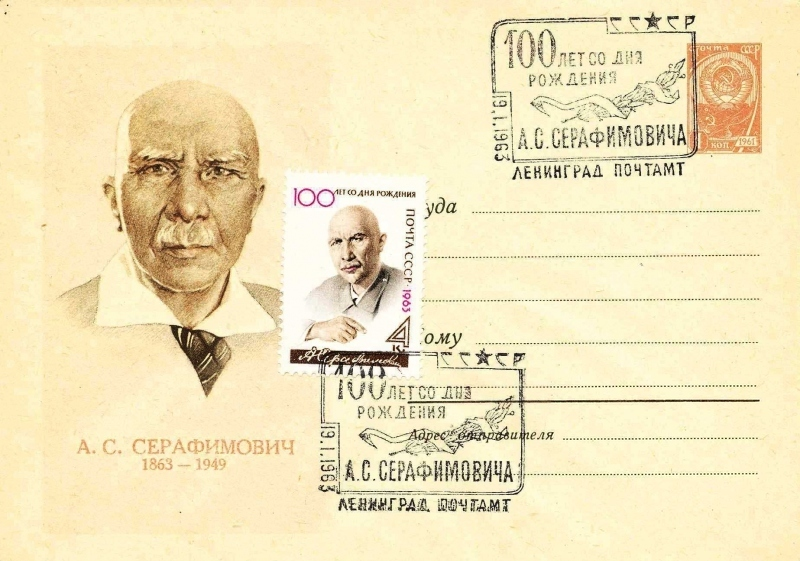
Маркированный конверт 1962 года
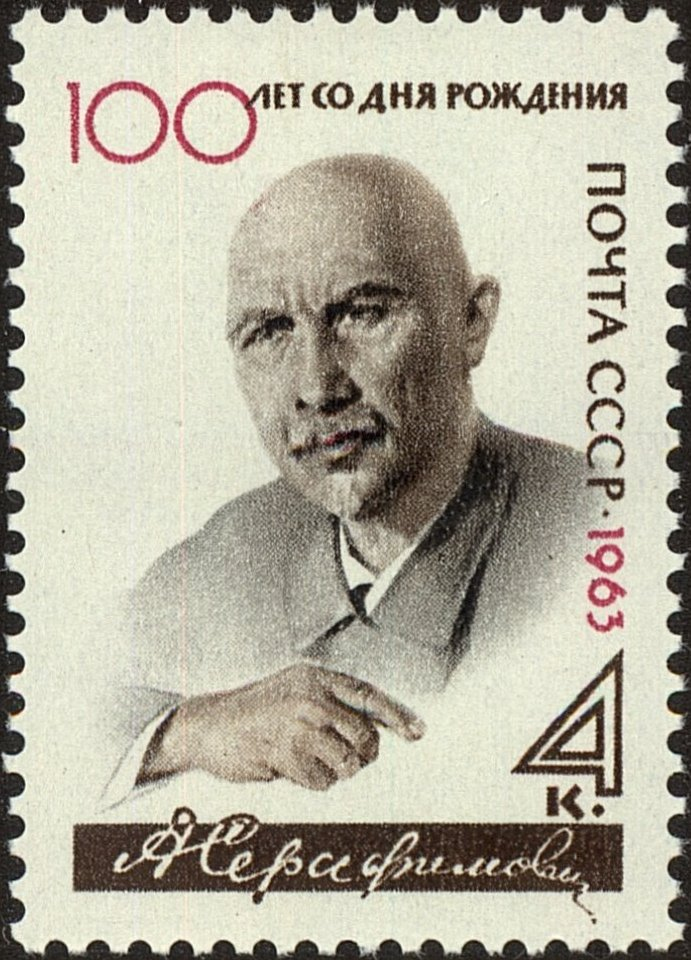
100 лет со дня рождения А.С. Серафимовича. Почтовая марка.
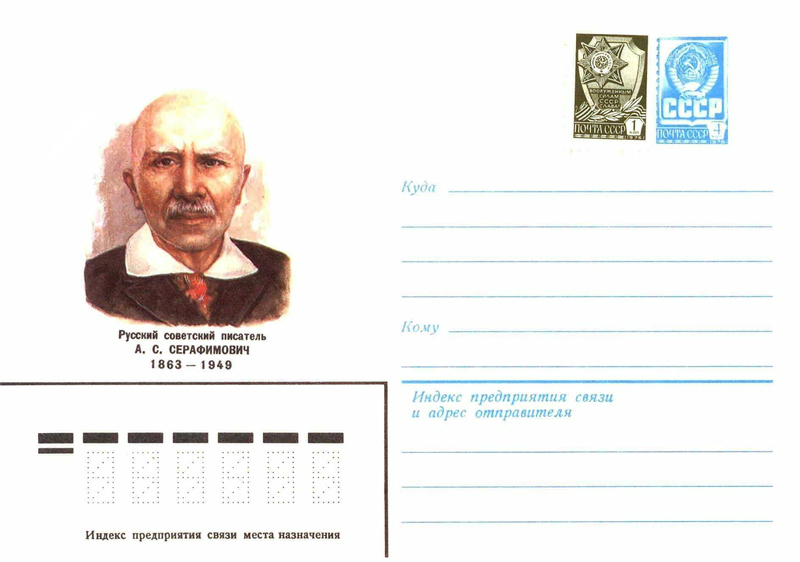
Маркированный конверт 1982 года
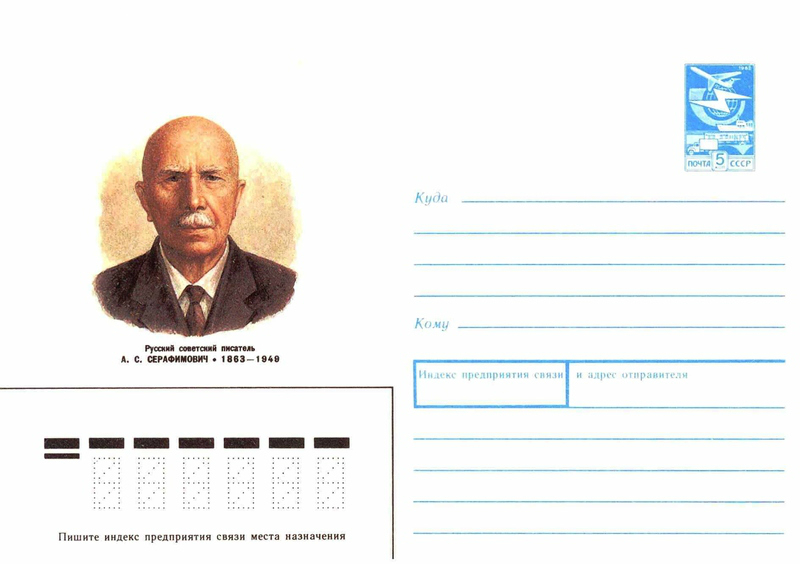
Маркированный конверт 1987 года

## Награды и премии
- орден Ленина (19.01.1933)
- орден Трудового Красного Знамени (18.01.1943) — за «выдающиеся заслуги в области литературы, в связи с 80-летием со дня рождения»[12]
- орден «Знак Почёта» (31.01.1939)
- медали
- Сталинская премия первой степени (1943) — с формулировкой «За многолетние выдающиеся достижения в литературе»; в годы Великой Отечественной войны передал её в Фонд обороны[13].